# Чінголо строкатоголовий
Чі́нголо строкатоголовий (Rhynchospiza strigiceps) — вид горобцеподібних птахів родини Passerellidae. Мешкає в Південній Америці. Раніше вважався конспецифічним з Rhynchospiza dabbenei.

## Опис

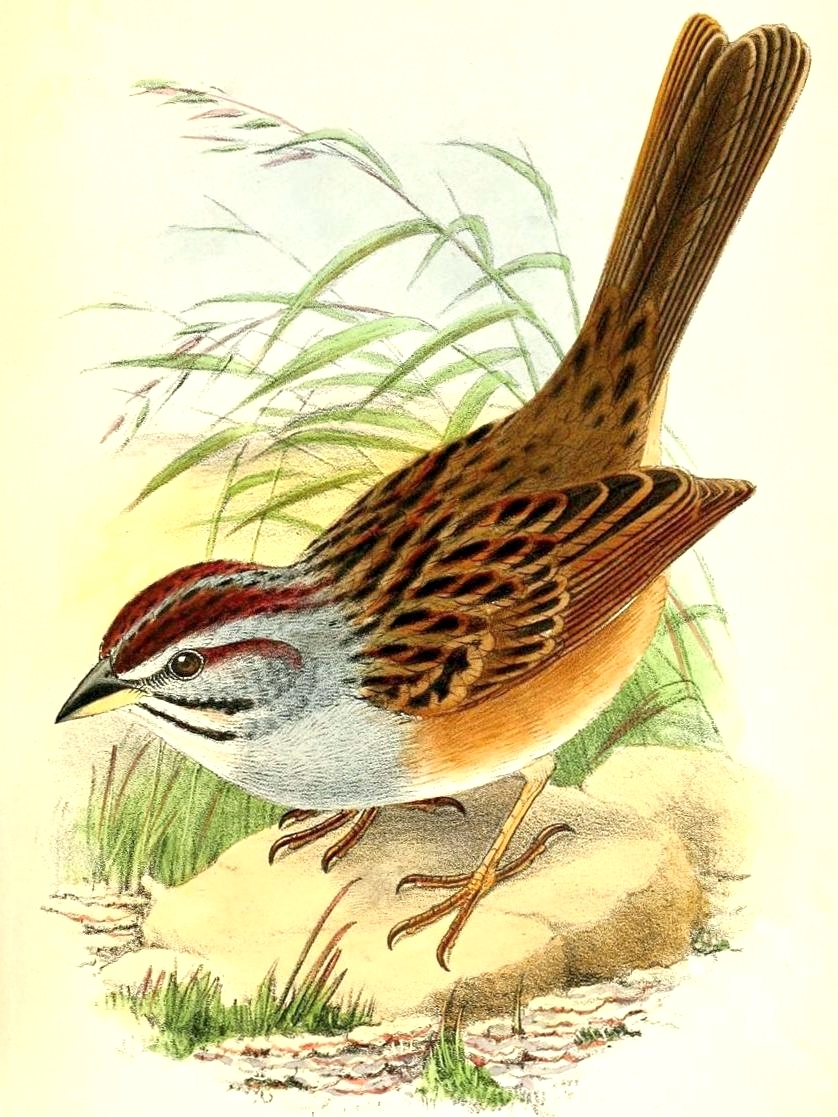
Строкатоголовий чінголо

Довжина птаха становить 15-16 см. Верхня частина тіла світло-коричнева, з рудуватим і сірим відтінком, поцяткована темними смужками. Нижня частина тіла блідо-сіра, боки охристі. Голова сіра, тім'я коричневе, за чима коричневі смуги, перед очима світлі смуги, під дзьобом чорні "вуса". Хвіст відносно довгий.

## Поширення і екологія
Строкатоголові чінголо мешкають в регіоні Чако на півдні центральної Болівії, в Парагваї і північній Аргентині. Вони живуть в сухих тропічних лісах, рідколіссях і чагарникових заростях, на полях і пасовищах. Зустрічаються поодинці або парами, на висоті до 1000 м над рівнем моря. Іноді приєднуються до змішаних зграй птахів. Живляться насінням і комахами, шукають їжу на землі.